# آلوارو مونترو
آلوارو مونترو (انگلیسی: Álvaro David Montero؛ زادهٔ ۲۹ مارس ۱۹۹۵) بازیکن فوتبال اهل کلمبیا است.
از باشگاه‌هایی که در آن بازی کرده‌است می‌توان به باشگاه ورزشی سن لورنسو آلماگرو اشاره کرد.